# Pseudoclausia vvedenskyi
Pseudoclausia vvedenskyi är en korsblommig växtart som beskrevs av M.G. Pachomova. Pseudoclausia vvedenskyi ingår i släktet Pseudoclausia och familjen korsblommiga växter. Inga underarter finns listade i Catalogue of Life.